# Mohammed Doumir
Mohammed Doumir (en arabe : محمد دومير) est un vétérinaire, inventeur, entrepreneur et chercheur algérien; né en 1985 à Bir el-Ater dans la wilaya de Tébessa en Algérie. Il a rapidement combiné ses compétences de vétérinaire avec une réelle aptitude pour la recherche et l’innovation. En parallèle à son domaine d'activité, il a réalisé de nombreuses études et recherches qui ont contribué à la redécouverte de pans essentiels de l’histoire algérienne.

## Biographie
Mohammed Doumir est un vétérinaire de formation, et chercheur en histoire algérienne,. Il obtient son baccalauréat en 2003, puis rejoint l’Université d'El Tarf où il décroche en 2008 un doctorat en médecine vétérinaire,.
En 2013, il se fait connaître sur la scène internationale en remportant la première place de l’émission Stars of Science au Qatar, grâce à un projet inédit : les Camel Racing Diagnostic Boots, des bottes diagnostiques pour chameaux de course. Ce dispositif, qui intègre des capteurs de pression et d’accélération dans des protèges-pieds, permet de détecter en temps réel les boiteries chez les chameaux via une transmission sans fil, révolutionnant ainsi le suivi vétérinaire dans le domaine des courses,,,.
Dans la continuité de cette réussite, Mohammed Doumir fonde Vetosis, une startup incubée au Qatar Science & Technology Park. Il y poursuit le développement de sa technologie et en dépose les brevets en Algérie, dans les pays du Golfe (CCG) et aux États-Unis. Vetosis s’élargit ensuite à de nouveaux outils numériques, notamment une application mobile dédiée au suivi de la condition physique des chameaux en entraînement.
Il participe en 2023 à un atelier international à Séoul, organisé par le Korean Institute for Development, consacré aux stratégies de développement des startups et des PME coréennes. Cet événement réunit l’Algérie, l’Arabie saoudite et le Koweït, avec pour objectif de renforcer les capacités des PME de ces pays en s’inspirant du modèle coréen. La présence de Doumir souligne l’engagement de l’Algérie en faveur de l’essor de son tissu entrepreneurial, à travers l’échange d’expériences et la coopération internationale.
Parallèlement à ses activités entrepreneuriales, Doumir s'investit comme chercheur en histoire et créateur de contenus numériques. Il participe à divers forums, tels que le Forum des jeunes au service de la mémoire (2 août 2024), où il défend une vision rigoureuse et authentique de l’histoire. Il milite pour la préservation du patrimoine numérique algérien et pour une mémoire collective unificatrice, valorisant les dimensions arabes et amazighes dans une perspective d’harmonie nationale,,.
Également auteur, il co-signe avec Imad Seoudi l’ouvrage Donatus : The Numidian Revolutionist Who Ended Catholicism in North Africa, publié entre 2023 et 2025, dans lequel il met en lumière une figure controversée de l’histoire numide,.
Très actif sur les réseaux sociaux (YouTube, Facebook, Instagram, LinkedIn), il anime une chaîne YouTube consacrée à l’histoire algérienne. Son style pédagogique et engagé lui vaut une audience fidèle, tout en suscitant parfois des débats critiques sur ses prises de position historiques.
Il est auteur d'un livre en langue arabe intitulé (نشأة الجمهورية الجزائرية – وصف أركان الدولة و مقوماتها الداخلية) - Émergence de la République algérienne – Description des piliers de l’État et de ses fondements internes. Il explore les fondements historiques de l’État algérien à l’époque de la Régence d’Alger (1516-1830), à travers une analyse méthodique, et décrit les institutions politiques, administratives, judiciaires et militaires mises en place durant cette période, soulignant leur autonomie et leur fonctionnement propre, indépendamment du pouvoir de la Sublime Porte. S’appuyant principalement sur des archives européennes contemporaines, il défend l’idée d’une souveraineté algérienne bien établie avant la colonisation française. L'ouvrage a été présenté publiquement lors de la 27e édition du Salon international du livre d’Alger (SILA),.
Mohammed Doumir, est intervenu au mois d'octobre 2024, devant la Quatrième Commission de l’Assemblée générale des Nations Unies, chargée des questions politiques spéciales et de la décolonisation, pour contester les arguments avancés par le Maroc sur la supposée « marocanité » du Sahara occidental. S’appuyant sur des sources officielles et des documents historiques, il a démontré de manière structurée que le Sahara occidental et le royaume du Maroc constituent, historiquement et juridiquement, deux entités distinctes,.